# Carlos Alberto Escobar
Carlos Alberto Escobar Flores (27 de fevereiro de 1978) é um ex-futebolista profissional hondurenho que atuava como goleiro.

## Carreira
Carlos Alberto Escobar fez parte do elenco da Seleção Hondurenha de Futebol nas Olimpíadas de 2000.